# 張夢錫
張夢錫（?—?），字雲生，自號破屋先生，四明（今浙江寧波）人，明朝政治人物。

## 生平
明朝貢生，入太學。明末清兵南下，與董志寧、王家勤、華夏、陸宇㷧（火鼎）、毛聚奎稱「六狂生」，起兵抗清，駐鄞縣大皎。魯王（朱以海）監國時，官至御史。
刻有劉斧著《青瑣高議》，前、後集各十卷。